# S Humaitá (S-14)
O S Humaitá (S-14) foi um submarino da Classe Gato, pertencente à Marinha do Brasil. Anteriormente denominado USS Muskallunge (SS-262), foi lançado ao mar em 7 de abril de 1942, sob a bandeira norte-americana, atuando na Segunda Guerra Mundial.

## História
Foi incorporado a flotilha de submarinos do Brasil em 18 de janeiro de 1957. Em sua chegada suspendeu ferros levando a bordo o Presidente da República, Juscelino Kubitschek de Oliveira, e o Ministro da Marinha, Almirante-de-Esquadra Antônio Alves Câmara Júnior.
O submarino foi devolvido à Marinha dos Estados Unidos em março de 1968 e afundado como alvo ao largo de Long Island, Nova Iorque, em 9 de julho do mesmo ano.